# Pagaruyung (stato)
Il regno di Pagaruyung (anche Pagarruyung, Pagar Ruyung e Malayapura o Malayupura) era sede del regno del popolo orientale di Sumatra, anche se poco si sa del periodo più antico. La moderna Pagaruyung è un villaggio nel sottodistretto di Tanjung Emas, nella reggenza di Tanah Datar, presso la città di Batusangkar, in Indonesia.

## Storia

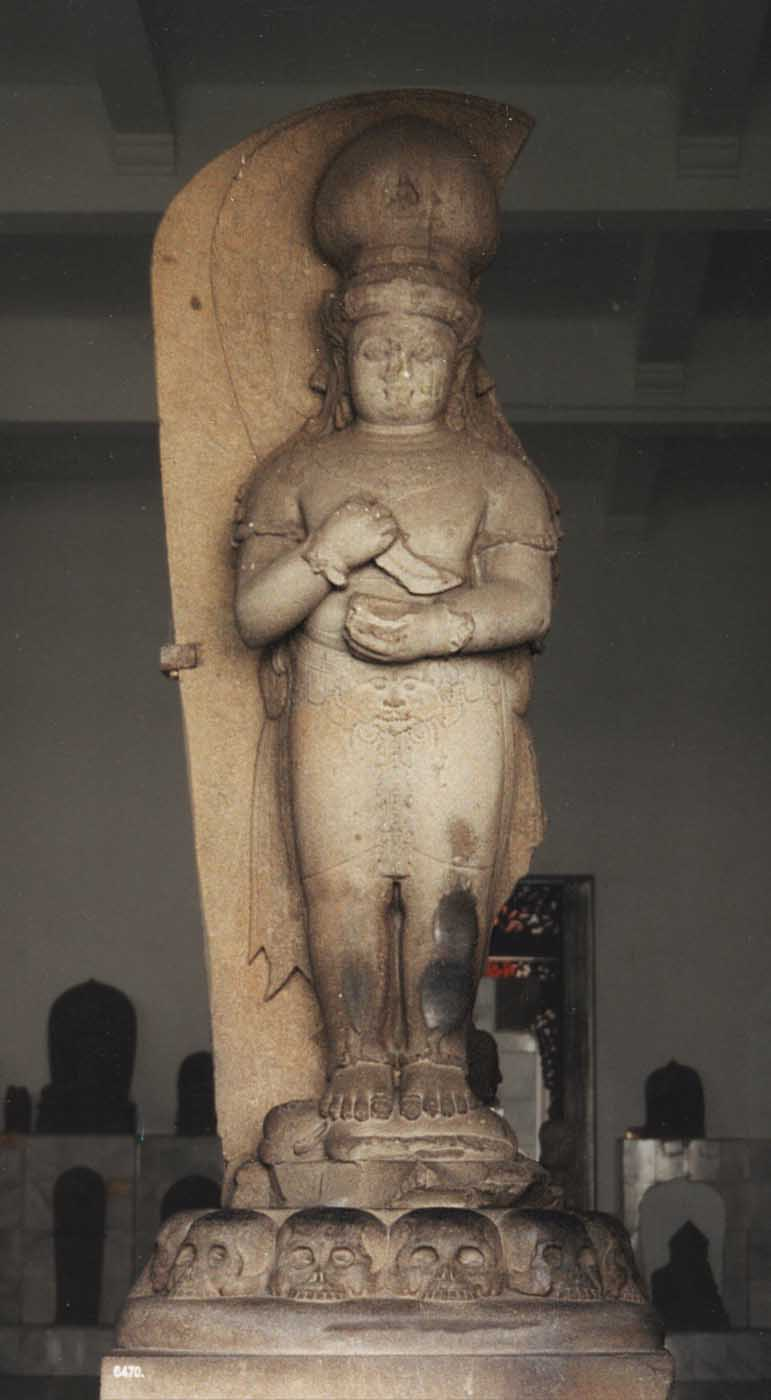
Statua di Adityawarman al Museo Nazionale dell'Indonesia.

### Le origini

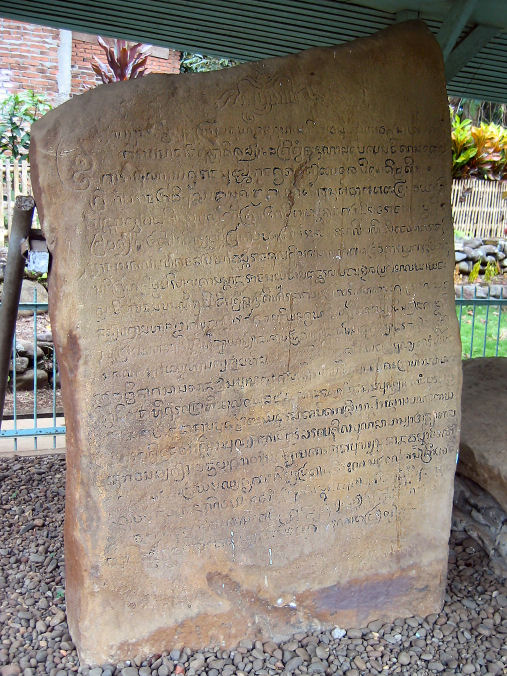
Un'antica inscrizione del regno di Adityawarman

Adityawarman si crede sia stato il fondatore del regno tra il 1347 ed il 1375, in gran paerte pe controllare il traffico d'oro dell'area. I pochi artefatti scoperti dagli archeologi e provenienti dal regno di Adityawarman includono diverse pietre con inscrizioni e statue. Alcuni di questi oggetti sono stati trovati a Bukit Gombak, una collina sovrastante la moderna Pagarruyung, luogo ove si crede si trovasse il palazzo reale locale.
In realtà un lungo lasso temporale scatta tra l'ultima inscrizione ritrovata del regno di Adityawarman del 1375 e la Suma Oriental di Tomé Pires scritta tra il 1513 ed il 1515.

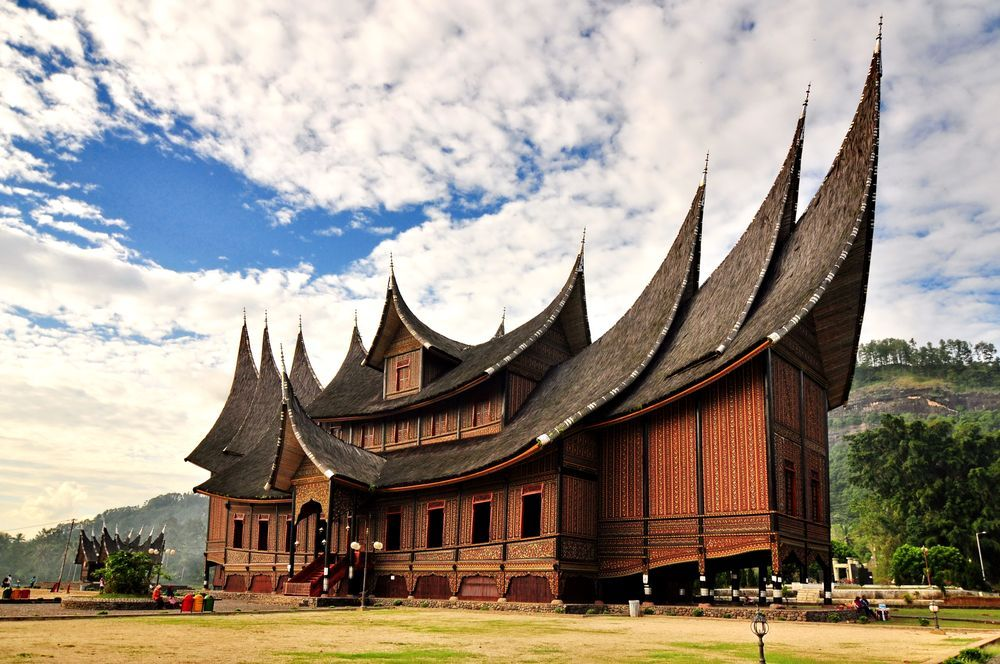
Una replica del palazzo reale di Pagaruyung.

Al XVI secolo, il potere regio era molto cambiato rispetto all'epoca del regno di Adityawarman, e convivevano nello sato tre re differenti: il "re del mondo" (Raja Alam), il "re di Adat" (Raja Adat) ed il "re della religione" (Raja Ibadat). Insieme erano definiti "re dei tre troni" (Rajo Tigo Selo).
Il primo europeo a penetrare nella religione fu Thomas Dias, un portoghese impiegato del governatore olandese della Malacca. Questi si portò dalla costa orientale per raggiungere la regione nel 1684 e fare poi rapporto, probabilmente per sentito dire, relativamente al fatto che vi fosse un palazzo reale a Pagaruyung e che i visitatori potessero entrarvi. La settore più rilevante dell'area era l'escavazione dell'oro in miniera e l'agricoltura, secondo questa fonte.

### La guerra dei Paderi
Nel 1803 il regnò iniziò una guerra civile col gruppo di fondamentalisti islamici chiamati Padri che già erano entrati in contrasto coi gruppi sincretici tradizionali, tutti appartenenti all'élite della società di Pagarruyung. L'originale palazzo di Pagaruyung sulla collina di Batu Patah venne dato alle fiamme durante una rivolta nel 1804. Durante il conflitto, gran parte delle famiglie locali vennero sterminate nel 1815 per ordine di Tuanku Lintau.
Gli inglesi ebbero il controllo della costa occidentale di Sumatra tra il 1795 ed il 1819. Stamford Raffles visitò Pagarruyung nel 1818, raggiungendola dalla costa occidentale, e rilevò come da allora la città fosse stata incendiata tre volte. Al terzo incendio venne abbandonata.
Gli olandesi tornarono a Padang nel maggio del 1819. Con l'uccisione della maggior parte delle famiglie nobili della zona, gli olandesi ebbero gioco facile ad attaccare il villaggio dei Padri nell'aprile del 1821.
Il prestigio di Pagaruyung rimase comunque alto sino alla ribellione che un gruppo di aristocratici locali mosse agli olandesi nel 1833, motivo per cui alla fine il regno venne soppresso.

## Sovrani di Pagaruyung

### Maharaja
- Adityawarman (1347-1375);
- Ananggawarman (1375-1417).

...

### Raja Alam
- Ahmadsyah (1668-1674)
- Indermasyah di Suruaso (1674-1730)
- Arifin Muningsyah di Pagaruyung (1780-1821)
- Tunggal Alam Bagagarsyah di Pagaruyung (1821-1833)